# Cahiers philosophiques
Pour les articles homonymes, voir Cahiers philosophiques (homonymie).
 Cahiers philosophiques est une revue française de philosophie, créée en 1979, éditée d'abord par le CNDP (Centre National de Documentation Pédagogique) puis depuis 2017 par la Librairie Vrin.
Chaque numéro comporte un dossier thématique articulé autour d'un problème, d'une notion ou d'un auteur de la tradition philosophique ; une rubrique « les Introuvables des Cahiers » qui publie des textes difficiles d’accès soit parce qu’ils n’ont pas été réédités récemment, soit parce qu’ils n’ont pas été traduits. Ces textes sont accompagnés d’une présentation qui les situe dans leur contexte historique et philosophique ; une rubrique « Situations » qui explore sous différentes formes, l’inscription de la philosophie dans l’actualité politique, sociale et culturelle ; et enfin une rubrique « Parutions »  qui a pour objet aussi bien la recension de livres récents ou de rééditions importantes que des remarques philologiques.

## Histoire de la revue
Le premier numéro des Cahiers Philosophiques a paru le 1er septembre 1979 pour prolonger les émissions de télévision réalisées par Dina Dreyfus, puis les émissions radiophoniques animées par Étienne Borne puis par Claude Khodoss. Ce numéro présente les Cahiers comme « conçus et rédigés par des professeurs de philosophie pour des professeurs de philosophie ».
Le premier comité de rédaction comportait Marie André, Serge Boucheron, Jean-Yves Chateau, Alain Chauve, Olivier Chedin, Alexandre J.L. Delamarre, Florence Khodoss, Martine Lucchesi, Philippe Patrault, Jean-Louis Poirier, Catherine Weisz, Joël Wilfert, Marie Ymonet.
Les numéros paraissent en tirage papier à raison de 4 numéros par an ; ils sont en outre disponibles sur le Portail CAIRN depuis 2007.

## Composition de la revue

### Comité de rédaction
En 2013 : Nathalie Chouchan (rédactrice en chef) ; Aliènor Bertrand, Michel Bourdeau, Laure Bordonaba, Jean-Marie Chevalier, Michèle Cohen-Halimi, Jacques-Louis Lantoine, Stéphane Marchand, Barbara de Negroni, Sébastien Roman.

### Comité scientifique
Barbara Cassin, Anne Fagot-Largeault, Francine Markovits, Pierre-François Moreau, Jean-Louis Poirier.